# Cryptotermes
Cryptotermes là một chi mối trong họ Kalotermitidae.

## Loài
- Cryptotermes abruptus Scheffrahn and Krecek, 1998
- Cryptotermes brevis (Walker, 1853)
- Cryptotermes cavifrons Banks, 1906
- Cryptotermes cynocephalus Light, 1921
- Cryptotermes fatulus (Light, 1935)
- Cryptotermes havilandi (Sjostedt, 1900)
- Cryptotermes longicollis (Banks, 1918)